# Антидор
Антидор — (з гр. повернений дар) — в Православній церкві частинки благословленного, але не освяченого хліба чи просфор, які залишилися з Проскомидії після того, як священник викроїв із пожертвуваних просфор Агнця і частиць для Служби Божої. Хліб, який залишився, роздають вірним наприкінці святої Літургії.
У Ранній Церкві, крім хліба, вірні приносили й інші дари, які священник благословляв, і по відправі Служби Божої їх споживали на «трапезах любові» чи «агапе», де проявлявся дух християнської любові й братерства. На ці трапези запрошували вбогих і голодних та ділилися з ними всім, що мали.
17 травня 1591 року царгородський патріарх Єремія прислав грамоту київському митрополитові Михайлові Рогозі, в якій писав: «Доходять до нас вістки, ніби у вас, по закінченні св. Літургії не роздається Антидор, і вірні не цілують святих ікон. Від цього часу нехай надалі буде у вас, як і у нас, і нехай вірні приймають Антидор, а прийнявши, нехай цілують святі ікони».
Із скарги М. Д. Горленкової, дружини судді генерального, з 31 грудня 1758 року видно, що існував у нас звичай, що по антидор ішли перше чоловіки, а вже потім жінки: «…держась обикновенія малоросійського, что мужи передом жен ідут за антидором…» (Лазаревський: «Опис. Старої Малоросії». том III; ст. 139).